# روب وادل
روب وادل (انگلیسی: Rube Waddell؛ ۱۳ اکتبر ۱۸۷۶ – ۱ آوریل ۱۹۱۴) یک بازیکن بیس‌بال اهل ایالات متحده آمریکا بود.